# Amatria
Joni Antequera Amatria, más conocido por su nombre artístico Amatria (Ciudad Real, España, 1984), es un músico y productor musical español de electrónica, pop y música latina.

## Biografía
Amatria nace en Valencia en 2007 como proyecto personal de Joni Antequera. Al verse obligado a crear sus propias bases rítmicas para construir las canciones comienza a adentrarse cada vez más en la electrónica, de forma que dos años después es éste el género predominante en ellas. 
Las primeras grabaciones de 2009 llaman la atención de diversos concursos enfocados a bandas aficionadas, dado el inesperado éxito del proyecto y la disolución de sus otras bandas (Infalible y Algo le inquieta). Joni decide centrarse en Amatria como único proyecto. Los tres primeros temas que publicó en el verano de 2009 serían los primeros de los trece que conforman su primera demo oficial Hoy van a salirte las alas.
En octubre de 2011 Amatria firma con PIAS Spain con el objetivo de publicar su primer álbum Hoy van a salirte las alas en marzo de 2012.
En la Navidad de 2012 Amatria regaló a sus fanes Ayer te salieron las alas, la versión íntegra acústica de su disco debut Hoy van a salirte las alas.
En abril de 2013 publica su segundo trabajo con el título Salir ileso.
En octubre de 2013 se muda a Madrid, fichando a finales de 2014 por SONY EMI como productor del proyecto Ley Dj y por Subterfuge Records con su proyecto personal. Además de ser productor oficial de Elyella. 
En 2014 publica su canción «Chinches», que escribió al llegar a Madrid, cuando fue víctima de la ola de chinches de Lavapiés.
En marzo de 2015 publica su tercer disco, Amatria, que incluye la canción «Chinches» y otros éxitos como «El golpe» y «Me falta algo». En este mismo año ficha por Pink House MGMT, agencia que trabajaba con grupos como Supersubmarina, Fuel Fandango, Zahara.
En 2017 rompe con Subterfuge Records y crea su propio sello discográfico junto a Elyella y Pau Paredes llamado Vanana Records, en él edita su cuarto disco al que titula Algarabía, y cuyo sencillo «Encaja» rompe con el sonido electrónico al que se le vinculaba y gira hacia unos tintes más latinos.
En 2018 edita «Un alud», un sencillo que cuenta con la colaboración de Delaporte.
A principios de 2019 llega a un acuerdo con la nueva oficina de booking Goldenbeat, y forma parte de su roster junto a artistas como Ginebras, Elyella, Karavana, Innmir, Wisemen Project.
En 2020, después de algunos retrasos debido a la pandemia, publica Un disco, el cual contiene dos de las canciones más exitosas de su carrera: «Un amor» y «Un alud».
En 2023 lanza su sexto álbum de estudio: De las cenizas. En él explora con nuevos sonidos y añade colaboraciones (en «Lagartija» con Siloé, en «Sol y sombra» con Paula Serrano, en «La tierra del lince» con BOYE) y coproducción de la mano de Pau Paredes. «La tierra del lince» es elegida para representar a la ciudad de Toledo en FITUR 2024.

## Publicaciones - Álbums LPs
- De las cenizas - (Vinilo & digital, Vanana Records 2023).
- Un disco - (Vinilo & digital, Vanana Records 2020).
- Algarabía - (Vinilo & digital, Vanana Records 2017).
- Amatria - (Álbum CD & digital, Subterfuge Records 2015).
- Salir ileso - (Álbum CD & digital, Autoedición 2013).
- Hoy van a salirte las alas - (Álbum CD & digital, PIAS Spain 2012).

## Publicaciones - Singles / Maquetas
- Sol y sombra feat. Paula Serrano - (Single digital, Vanana Records 2023).
- La tierra del lince feat. BOYE - (Single digital, Vanana Records 2023).
- La nube - (Single digital, Vanana Records 2023).
- Llámame loco - (Single digital, Vanana Records 2023).
- Techno manchego - (Single digital, Vanana Records 2022).
- Cosas - (Single digital, Vanana Records 2021).
- Un Alud feat. Delaporte - (Single digital, Vanana Records 2018).
- Encaja - (Single digital, Vanana Records 2017).
- Animal - (Single digital, Vanana Records 2017).
- Chinches & El Golpe - (Vinilo 7", Subterfuge Records 2016).
- Chinches - (Single digital, Subterfuge Records 2014).
- Ayer te salieron las alas - (Álbum digital, Autoedición 2012).
- Hoy van a salirte las alas - (Álbum digital, Autoedición 2009).

## Componentes
- Joni Antequera Amatria

### En directo
- Ariel Acevedo (guitarra y bajo).
- Manuel Pérez (batería).

### Antiguos músicos en directo
- Leandro Aput (guitarra y bajo)
- Pablo G. Lastra (batería).
- Juan Rodó (guitarra y bajo).
- Marcos Carnero (guitarra y bajo).
- Pau Paredes (batería).
- Alejandro Visiedo (guitarra).
- Gilberto Aubán (guitarra y teclado).
- Pablo Ortuño (batería).
- Antonio Iglesias (batería).